# Bogdan Bogdanović (basket-ball)
Pour les articles homonymes, voir Bogdanović et Bogdan Bogdanović.
Bogdan Bogdanović (en alphabet cyrillique serbe : Богдан Богдановић ; en alphabet latin serbe : Bogdan Bogdanović), né le 18 août 1992 à Belgrade (Yougoslavie, actuelle Serbie), est un joueur international serbe de basket-ball, évoluant au poste d'arrière voire d'ailier, au sein de la franchise des Clippers de Los Angeles en National Basketball Association (NBA).
En 2014, il est drafté en 27e position par les Suns de Phoenix, ses droits de draft étant par la suite échangés aux Kings de Sacramento. Cette même année, il devient vice-champion du monde avec la Serbie lors de la Coupe du monde en Espagne. Il est médaillé d'argent aux Jeux olympiques de 2016 et de bronze aux Jeux olympiques de 2024.

## Biographie

### Carrière en club

#### Partizan Belgrade (2010-2014)
En septembre 2010, Bogdanović, 18 ans, signe son premier contrat professionnel avec le KK Partizan Belgrade. Initialement, lors de ses deux premières saisons avec le "crno-belixi", sous la direction de l’entraîneur-chef Vlada Jovanović, Bogdanović n’a pas joué beaucoup.
Avec le retour de l’entraîneur en chef, Duško Vujošević, au Partizan à l’été 2012, Bogdanović âgé de 20 ans, a commencé à voir ses minutes augmenter. Après le départ de Danilo Anđušić en décembre 2012, le rôle de Bogdanović dans l’équipe s’est encore un peu plus stabilisé. Au cours de la saison 2012-2013 de l'Euroligue, il a fait ses débuts avec l’équipe, avec une moyenne de 5 points par match et 1,8 rebond par match en 6 sélections.
Après avoir été invité à jouer pour l’équipe nationale de Serbie à l’été 2013, il a gagné la confiance de l’entraîneur Vujošević, ce qui s’est reflété dans son temps de jeu accru en 2013-2014 et dans un rôle plus important dans l’équipe.
Lors de la victoire en Euroligue contre le CSKA Moscou à Belgrade, Bogdanović a inscrit 27 points, un record en carrière, marquant 10 points sur 16 tirs. Peu après le match, il est salué par le sélectionneur de l’équipe nationale serbe Aleksandar Đorđević, comme étant l’un des jeunes joueurs européens les plus prometteurs.
Lors d’un match à l’extérieur de la ligue adriatique en février contre Cibona, Bogdanović a marqué 32 points, un record en carrière, ajoutant également 4 rebonds et 5 passes décisives. En 23 matchs en Euroligue, il inscrit en moyenne 14,8 points, 3,7 rebonds et 3,7 passes décisives par match, tous des records en carrière. En avril 2014, avec son coéquipier Joffrey Lauvergne, il est sélectionné pour le meilleur cinq de la ligue adriatique,.
En mai 2014, il a été élu "Rising Star" de l'Euroligue de la saison, récompensant le meilleur jeune joueur de la compétition.
Le Partizan a terminé la saison en remportant son 13e titre consécutif du championnat serbe, après avoir battu une fois de plus son grand rival l'Étoile rouge de Belgrade, 3-1 dans la série finale de la ligue. Bogdanović a réalisé une grande performance sur la série finale avec une moyenne de 30,8 points, 4,8 rebonds et 4,2 passes décisives par match. Pour une telle ligne statistique, il est nommé MVP de la finale de la ligue.
Après l'officialisation du transfert de Bogdanović du Partizan au Fenerbahçe pendant l’été 2014, la décision du joueur a été publiquement critiquée par le coach du Partizan, Vujošević, qui a affirmé qu’en quittant le club en 2014, Bogdanović avait rompu leur accord verbal que l’entraîneur avait conclu avec le joueur (avec l’agent de Bogdanović Aleksandar Rašković et ses parents) deux ans plus tôt en 2012. Leur accord de 2012, selon l’entraîneur, a vu Bogdanović alors âgé de 20 ans, être placé immédiatement dans la première rotation de l’équipe du Partizan en retour de la promesse du joueur qu’il resterait avec l’équipe trois saisons de plus à partir de ce moment. Bogdanović a quitté le club à l’été 2014, deux ans après le supposé accord, après l’échec du Partizan dans la quête de qualification en Euroligue.

#### Fenerbahçe Ülker (2014-2017)
Le 11 juillet 2014, Bogdanović a officiellement signé un contrat de quatre ans, contenant des clauses de retrait après les deuxième et troisième saisons, avec l’équipe turque du Fenerbahçe,. Sur quatre ans, Bogdanović devrait réaliser un bénéfice net de 3,5 millions d’euros, tandis que le Partizan a également reçu un rachat de 1,3 million d’euros du Fenerbahçe, le joueur étant toujours sous contrat avec le club de Belgrade.

##### Saison 2014-2015
Le 15 novembre, lors d’une victoire 93-86 face au Bayern Munich, il a marqué 18 points et ajouté 7 passes décisives, son meilleur match depuis son arrivée dans la nouvelle équipe. En plus de 10 matchs dans la première phase de l’Euroligue, il a inscrit en moyenne 10,4 points et 3,4 passes décisives par match. Le 20 mars, Bogdanović a établi un record de saison avec 25 points, dans une victoire 98-77 contre l'Emporio Armani Milano. Pour une telle performance, il est nommé MVP de la semaine, avec une évaluation de 32. Le 26 mars, dans un match contre Unicaja Málaga, il inscrit un buzzer beater de 20 mètres à la fin du deuxième quart temps. Après l'entrée de l'équipe dans le Top 16 de l'Euroligue, il réalise une mauvaise performace au tir contre le Maccabi Tel Aviv, avec une moyenne de 8 points à 25 % de réussite. Finalement, le Fenerbahçe remporte le quart de finale et se qualifie pour le Final Four, étape des demis-finales, pour la première fois dans l’histoire du club.
Le 7 mai, il est élu "Rising Star " de l'Euroligue pour la deuxième saison consécutive, devenant seulement le deuxième joueur, après Nikola Mirotić, à remporter le titre à deux reprises. Cependant, le 15 mai 2015, son équipe s'incline en demi-finale contre le Real Madrid, sur un score de 87-96. Finalement, Fenerbahçe termine à la quatrième place de la compétition, après avoir perdu le match pour la troisième place contre le CSKA Moscou, sur un score de 80-86. Au cours de la saison, en 29 matchs dans la compétition, Bogdanović a inscrit en moyenne 10,6 points, 2,9 rebonds et 2,8 passes décisives par match. De plus, en 36 matchs de la Turkish League, il a enregistré des moyennes de 11,5 points, 3,1 rebonds et 2,4 passes décisives.

##### Saison 2015-2016
Tout au long de sa seconde saison avec l’équipe, Bogdanović a continué avec de bonnes performances, devenant l’un des leaders de l’équipe. Régulièrement, dans les dernières phases de jeu, il prenait les décisions. Fenerbahçe a remporté la Coupe de Turquie, avec une victoire 67-65 sur Darüşafaka, avec Bogdanović nommé MVP de la compétition. Fenerbahçe atteint la finale de l'Euroligue en 2016, mais n’a pas réussi à remporter le titre après une défaite en prolongation 96-101 contre le CSKA Moscou. En 28 matchs d'Euroligue, il inscrit en moyenne 11,7 points, 3,3 rebonds et 3 passes décisives par match. À la fin de la saison, le club remporte le championnat national.

##### Saison 2016-2017
Le 26 octobre 2016, dans un match contre le Žalgiris Kaunas, Bogdanović s’est foulé la cheville droite. Initialement, son absence est estimée entre deux et trois semaines. Mais la rééducation n’a pas semblé se dérouler comme prévu car il n’est revenu qu’en janvier 2017. Le 6 janvier 2017, il revient sur les parquets, dans un match contre l'Olimpia Milan. Bogdanović s’est avéré être un contributeur majeur pour le Fenerbahçe dans les phases finales de l'Euroligue, car il est le meilleur marqueur de l’équipe lors de leurs deux premiers matchs contre le Panathinaïkos, avant que son club se qualifie, pour atteindre à nouveau le "Final Four" de l'Euroligue. Grâce à ses performances, il reçoit les distinctions de meilleur joueur du tour mais du mois en Euroligue. Il a ensuite contribué à ce que le Fenerbahçe obtienne sa place pour une nouvelle finale après une victoire sur le Real Madrid, 84-75. Il a enregistré 14 points et 6 rebonds contre le Real. Deux jours plus tard, Bogdanović et le club remportent leur tout premier titre de champion d'Euroligue, lors de la finale les opposant à l'Olympiakós et un score de 80-64. Par la suite, Bogdanović mène le Fenerbahçe à sa deuxième victoire consécutive en finale de la Super Ligue turque, battant le Beşiktaş JK, et en remportant le titre de meilleur joueur dans la foulée.
En 2020, il est sélectionné avec 10 joueurs dans l'équipe d'Euroligue de la décennie de 2010-2020,.

#### Kings de Sacramento (2017-2020)
Le 26 juin 2014, alors qu’il jouait pour le Partizan Belgrade, Bogdanović est sélectionné par les Suns de Phoenix avec le 27e choix de la draft 2014 de la NBA. Le 23 juin 2016, dans la nuit de la draft 2016 de la NBA, les Suns échangent ses droits avec les Kings de Sacramento, incluant ceux de Georgios Papagiannis, Skal Labissière et un futur choix de second tour, en échange des droits de draft de Marquese Chriss.
Le 13 juillet 2017, Bogdanović signe avec les Kings de Sacramento, détenteurs de ses droits. Il fait ses débuts en NBA le 23 octobre 2017, contre l’équipe qui l’a initialement drafté, les Suns de Phoenix. Bogdanović enregistre alors 12 points, 3 rebonds et 2 passes décisives en 25 minutes de jeu en sortie de banc dans une défaite, 117-115.
Bogdanović est sélectionné comme membre de la Team World pour le Rising Stars Challenge du NBA All-Star Game 2018. Il mène la Team World dans une victoire 155-124 contre la Team USA avec 26 points, 6 passes décisives et 4 rebonds, tout en inscrivant 7 paniers à trois points etest nommé MVP du match. Les Kings terminent la saison avec un bilan de 27-55, ne se qualifiant pas pour les playoffs pour la douzième saison consécutive. Bogdanović, lors de sa première saison en NBA, obtient des moyennes de 11,8 points, 3,3 passes et 2,9 rebonds en 78 matchs.
À l'issue de la saison, il réalise une IRM qui révèle une légère déchirure du ménisque médial de l'articulation du genou gauche. Le 24 avril 2018, il subit une chirurgie consistant à un débridement du ménisque afin de récupérer complètement de son genou gauche. Le 22 mai 2018, il est nommé dans la NBA All-Rookie Second Team.
Bogdanović est à nouveau sélectionné au sein de la Team World pour le Rising Stars Challenge du NBA All-Star Game 2019,. Après avoir manqué les dix premiers matchs en raison d’une rééducation, durant sa seconde saison avec la franchise, Bogdanović a principalement joué le rôle de sixième homme. Sur un total de 70 matchs, il améliore ses statistiques avec 14,1 points, 3,8 passes décisives et 3,5 rebonds.
Au cours de sa troisième saison en NBA, Bogdanović inscrit en moyenne 15,1 points, 3,4 passes décisives et 3,4 rebonds en 61 matchs. La saison 2019-2020 est suspendue en mars en raison de la pandémie de Covid-19 et les Kings sont invités avec 22 équipes pour participer à la bulle 2020 de la NBA. Finalement, ils ne parviennent pas à se qualifier pour les playoffs et terminent la saison avec un bilan de 31-41.

#### Hawks d'Atlanta (2020-2025)
En novembre 2020, les Kings ont tenté de re-signer et d’échanger Bogdanović, ainsi que Justin James, avec les Bucks de Milwaukee contre Donte DiVincenzo, D. J. Wilson, et Ersan İlyasova,,. Le transfert a échoué quand il a été annoncé que la NBA enquêtait sur les Bucks pour avoir eu des contacts avec Bogdanović et/ou son agent avant que ce ne soit autorisé en vertu des règles de la période d'agents libres. Les Bucks, qui se seraient sentis doublement dépassés par la situation, ont décidé de ne pas poursuivre l’échange et ont été dépossédés de leur choix de second tour de draft 2022 à la fin de l’enquête en décembre,. Selon Bogdanović, il n’était pas au courant de l'intention de le transférer et s'est sentit trahi par les Kings.
Le 24 novembre 2020, Bogdanović signe un contrat de quatre ans de 72 millions de dollars avec les Hawks d'Atlanta. Bogdanović n’a disputé que 44 matchs au cours de la saison 2020-2021 en raison de blessures, mais a amélioré de nouveau ses statistiques en carrière, avec une moyenne de 16,4 points par match et a tiré à 90,9 % de réussite sur la ligne des lancers francs. Grâce de belles performances collectives, les Hawks parviennent à se hisser jusqu'en finale de conférence au cours des playoffs 2021. Ils y affrontent les Bucks de Milwaukee mais s'inclinent au terme de six matchs.
À la suite de la saison 2021-2022, Bogdanović subit une intervention chirurgicale au genou droit et rentre en convalescence pour au moins trois mois,. Le 16 mars 2023, il signe une prolongation de contrat de 68 millions de dollars pour quatre ans avec les Hawks,.
Le 11 décembre 2023, Bogdanović réalise un record de carrière avec 40 points inscrits, dont 10 paniers à trois points contre les Nuggets de Denver. Il est également devenu le premier joueur de l’histoire des Hawks à marquer au moins 40 points, dont 10 paniers trois points dans un match.

#### Clippers de Los Angeles (depuis 2025)
Le 6 février 2025, il est envoyé aux Clippers de Los Angeles contre Terance Mann et Bones Hyland.

### Sélection nationale
Le niveau de jeu de Bogdanović, en 2009 avec Žitko lui a valu une invitation au camp d’entraînement avant les championnats d'Europe des moins de 18 ans en France, mais il a été rapidement coupé par le coach principal Vlada Jovanović alors qu’il était sur le point d’avoir 17 ans à ce moment-là.
À l’été 2010, Bogdanović est choisi pour représenter la Serbiepar l’entraîneur Jovanović pour le championnat d'Europe des moins de 18 ans, où l'équipe nationale termine quatrième du tournoi.

L’année suivante, Bogdanović, toujours avec le Partizan, est sélectionné pour jouer les Championnats du monde des moins de 19 ans en Lettonie. Jouant aux côtés de Aleksandar Cvetković, Đorđe Drenovac, Luka Mitrović, Nemanja Dangubić et Nemanja Bešović, ils ont terminé finalistes face à la Lituanie de Jonas Valančiūnas. Bogdanović a enregistré en moyenne 8,9 points et 5 rebonds par match pendant le tournoi.

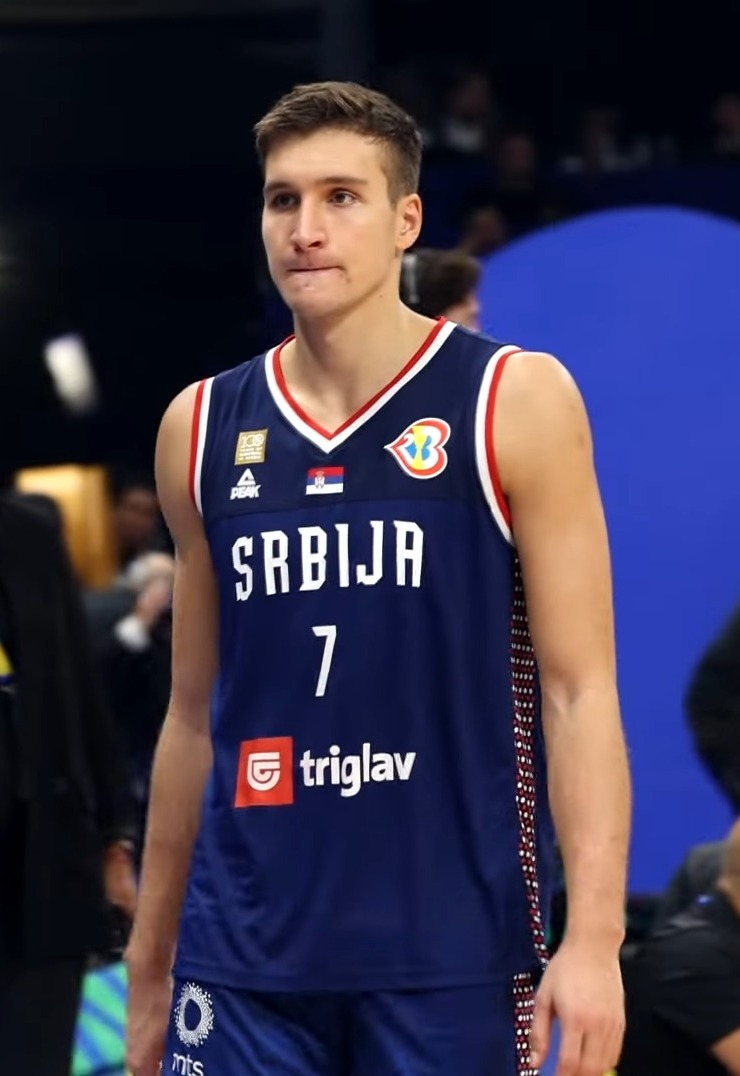
Bogdanović avec la Serbie à la Coupe du Monde 2023.

Durant le championnat d'Europe de 2013 en Slovénie, Bogdanović a représenté l’équipe senior serbe, avec une moyenne de 9,4 points, 4,3 rebonds et 2 passes décisives par match,. Bogdanović était membre de l’équipe nationale serbe qui a remporté la médaille d’argent à la coupe du monde de 2014, coachée par Aleksandar Đorđević. Il a émergé dans la phase à élimination directe contre la Grèce, le Brésil, ainsi que la France, et a terminé le tournoi avec des moyennes de 12 points, 2,4 rebonds et 2,8 passes décisives par match, à 47% de réussite au tir.
Dans les derniers matchs préparatoires pour l'EuroBasket 2015, l'entraîneur de l’équipe serbe Đorđević a mis Bogdanović sur le banc en raison des problèmes persistants au dos du joueur de 23 ans. Malgré cela, il a été nommé dans l'effectif des 12 joueurs qui représentait la Serbie à l’EuroBasket. Tout au long de la première phase du tournoi, jouant avec la douleur, il a vu ses minutes limitées, et ses performances ont légèrement diminué par rapport à l’été précédent. Malgré cela, la Serbie a dominé dans le groupe le plus difficile du tournoi avec un bilan de 5-0, puis a éliminé la Finlande et la République Tchèque en huitièmes et quarts de finale, respectivement. Cependant, ils ont été stoppés en demi-finale par la Lituanie, sur un score de 67-64, et ont finalement perdu contre l’équipe hôte du tournoi, la France, dans le match pour la médaille de bronze, sur un score de 81-68. En 9 matchs sur le tournoi, Bogdanović a inscrit en moyenne 8,9 points, 3,2 rebonds et 3,2 passes décisives par match,.
Bogdanović a ensuite représenté la Serbie aux Jeux olympiques d’été 2016 où elle a remporté la médaille d’argent, après avoir perdu 96-66 contre les États-Unis en finale.
Bogdanović a représenté la Serbie à l'EuroBasket 2017 où elle a remporté la médaille d’argent, après une défaite en finale contre la Slovénie, menée par Goran Dragić et Luka Dončić. Avec l’absence du capitaine et leader Miloš Teodosić en raison d’une blessure, Bogdanović a pris les rênes de l’équipe. En 9 matchs sur l'intégralité du tournoi, il inscrit en moyenne 20,4 points, 3,4 rebonds et 5 passes décisives par match, sur un total de 47,4% de réussite au tir. Il est alors nommé dans l'équipe type du tournoi.
Lors de la Coupe du monde 2019, l’équipe nationale de Serbie est alors favorite pour remporter le trophée, devant les États-Unis, mais a finalement été stoppé en quarts de finale par l'Argentine. Avec des victoires sur les États-Unis et la République Tchèque, la Serbie a terminé à la cinquième place,. Bogdanović a de nouveau été le meilleur joueur de son équipe, avec des moyennes de 22,9 points, 4,1 rebonds et 4,4 passes décisives en 8 matchs, tout en tirant à 55,6% en global et à 53% à trois points. Pour ses performances, il est sélectionné dans le meilleur cinq de la compétition. Avec 183 points marqués tout au long du tournoi, il est le meilleur marqueur de la compétition pour le total des points marqués,.
Bogdanović rate l'EuroBasket 2022 en raison d’une chirurgie du genou droit.
Bogdanović a remporté la médaille d’argent à la Coupe du monde 2023 avec la Serbie, battu en finale par l'Allemagne. Il a inscrit en moyenne 19,1 points, 4,6 rebonds, 3,3 passes décisives et 2,1 interceptions par match. En reconnaissance de son niveau de jeu individuel, Bogdanović est nommé pour la seconde fois consécutive dans l'équipe type de la compétition.

## Palmarès

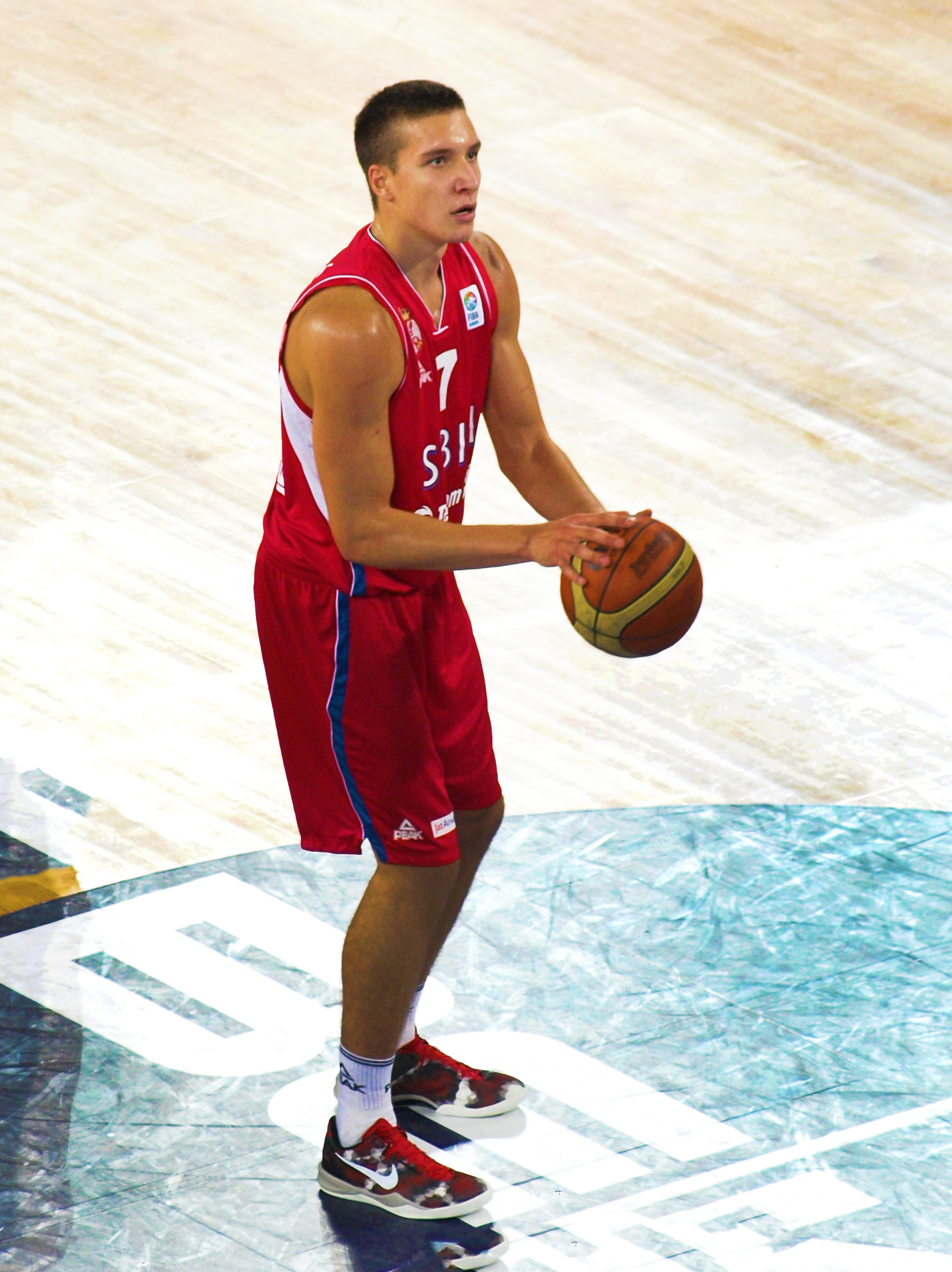
Bogdan Bogdanović en 2013.

### En club
- Vainqueur de l'Euroligue avec le Fenerbahçe Ülker en 2017.
- Champion de Serbie avec le Partizan Belgrade en 2011, 2012, 2013 et 2014.
- Champion de Turquie avec le Fenerbahçe Ülker en 2016 et 2017.
- Vainqueur de la Ligue adriatique avec le Partizan Belgrade en 2011 et 2013.
- Vainqueur de la coupe de Serbie avec le Partizan Belgrade en 2011 et 2012.
- Vainqueur de la coupe de Turquie avec le Fenerbahçe Ülker en 2016.

### En sélection nationale
- Médaille d'argent aux Championnats du monde U19 en 2011.
- Médaille d'argent à la Coupe du monde en 2014.
- Médaille d'argent aux Jeux olympiques d'été en 2016.
- Médaille d'argent à l'EuroBasket en 2017.
- Médaille d'argent à la Coupe du monde en 2023.
- Médaille de bronze aux Jeux olympiques de 2024.

### Distinctions individuelles

#### En sélection
- MVP du tournoi préolympique 2016, qualificatif pour les Jeux olympiques 2016.
- Élu dans le cinq majeur du Championnat d'Europe en 2017.
- Élu dans le cinq majeur de la Coupe du monde 2019.
- Élu dans le cinq majeur de la Coupe du monde 2023.

#### En Europe
- Meilleur espoir d'Euroligue en 2014 et 2015.
- MVP des finales du championnat serbe en 2014.
- Élu dans le cinq majeur de la Ligue adriatique en 2014.
- MVP de la coupe de Turquie en 2016.

#### En NBA
- MVP du Rising Stars Challenge lors du NBA All-Star Game 2018.
- NBA All-Rookie Second Team en 2018.

## Statistiques

### Europe
| Champion |

gras = ses meilleures performances

#### Championnat national
| Saison    | Équipe            | Matchs | Titul. | Min./m | % Tir | % 3pts | % LF | Rbds/m. | Pass/m. | Int/m. | Ctr/m. | Pts/m. |
| --------- | ----------------- | ------ | ------ | ------ | ----- | ------ | ---- | ------- | ------- | ------ | ------ | ------ |
| 2011-2012 | Partizan Belgrade | 10     | 0      | 10,3   | 52,0  | 42,9   | 57,1 | 1,60    | 1,10    | 0,70   | 0,10   | 3,60   |
| 2012-2013 | Partizan Belgrade | 20     | 4      | 20,4   | 43,7  | 39,5   | 84,8 | 3,25    | 1,80    | 1,10   | 0,25   | 10,00  |
| 2013-2014 | Partizan Belgrade | 18     | 18     | 27,4   | 39,6  | 29,7   | 88,6 | 3,17    | 3,83    | 0,94   | 0,39   | 14,94  |
| 2014-2015 | Fenerbahçe SK     | 36     | 25     | 24,9   | 43,7  | 41,3   | 77,3 | 3,08    | 2,44    | 0,97   | 0,39   | 11,53  |
| 2015-2016 | Fenerbahçe SK     | 40     | 34     | 25,9   | 49,5  | 42,5   | 77,9 | 3,62    | 3,00    | 0,90   | 0,23   | 12,93  |
| 2016-2017 | Fenerbahçe SK     | 22     | 19     | 27,7   | 47,2  | 32,5   | 89,4 | 3,50    | 4,23    | 1,23   | 0,09   | 15,09  |
| Carrière  | Carrière          | 146    | 100    | 24,3   | 45,4  | 37,8   | 82,0 | 3,23    | 2,86    | 0,99   | 0,26   | 12,12  |

#### Ligue adriatique
| Saison    | Équipe            | Matchs | Titul. | Min./m | % Tir | % 3pts | % LF | Rbds/m. | Pass/m. | Int/m. | Ctr/m. | Pts/m. |
| --------- | ----------------- | ------ | ------ | ------ | ----- | ------ | ---- | ------- | ------- | ------ | ------ | ------ |
| 2011-2012 | Partizan Belgrade | 6      | 0      | 5,0    | 46,7  | 20,0   | 66,7 | 0,83    | 1,17    | 0,33   | 0,17   | 2,83   |
| 2012-2013 | Partizan Belgrade | 24     | 5      | 15,6   | 33,9  | 20,0   | 75,0 | 2,04    | 1,12    | 0,83   | 0,21   | 4,96   |
| 2013-2014 | Partizan Belgrade | 25     | 19     | 31,0   | 39,6  | 34,0   | 73,8 | 4,12    | 3,76    | 1,24   | 0,32   | 15,04  |
| Carrière  | Carrière          | 55     | 24     | 21,5   | 38,4  | 30,2   | 73,9 | 2,85    | 2,33    | 0,96   | 0,25   | 9,31   |

#### Euroligue
| Saison    | Équipe            | Matchs | Titul. | Min./m | % Tir | % 3pts | % LF | Rbds/m. | Pass/m. | Int/m. | Ctr/m. | Pts/m. |
| --------- | ----------------- | ------ | ------ | ------ | ----- | ------ | ---- | ------- | ------- | ------ | ------ | ------ |
| 2012-2013 | Partizan Belgrade | 6      | 3      | 17,6   | 33,3  | 20,0   | 80,0 | 1,83    | 1,00    | 0,67   | 0,00   | 5,00   |
| 2013-2014 | Partizan Belgrade | 23     | 18     | 31,4   | 40,1  | 37,0   | 75,4 | 3,70    | 3,65    | 1,57   | 0,22   | 14,78  |
| 2014-2015 | Fenerbahçe SK     | 29     | 27     | 28,3   | 39,5  | 35,8   | 79,7 | 2,93    | 2,76    | 0,72   | 0,34   | 10,55  |
| 2015-2016 | Fenerbahçe SK     | 28     | 24     | 27,6   | 41,1  | 37,0   | 79,7 | 3,25    | 2,96    | 1,07   | 0,43   | 11,61  |
| 2016-2017 | Fenerbahçe SK     | 22     | 17     | 27,9   | 50,0  | 43,0   | 85,5 | 3,82    | 3,64    | 1,14   | 0,27   | 14,59  |
| Carrière  | Carrière          | 108    | 89     | 28,1   | 41,9  | 37,6   | 80,1 | 3,30    | 3,08    | 1,07   | 0,31   | 12,3   |

### NBA

#### Saison régulière
| Saison    | Équipe     | Matchs | Titul. | Min./m | % Tir | % 3pts | % LF | Rbds/m. | Pass/m. | Int/m. | Ctr/m. | Pts/m. |
| --------- | ---------- | ------ | ------ | ------ | ----- | ------ | ---- | ------- | ------- | ------ | ------ | ------ |
| 2017-2018 | Sacramento | 78     | 52     | 27,9   | 44,6  | 39,2   | 84,0 | 2,86    | 3,31    | 0,92   | 0,21   | 11,76  |
| 2018-2019 | Sacramento | 70     | 17     | 27,8   | 41,8  | 36,0   | 82,7 | 3,47    | 3,81    | 1,03   | 0,21   | 14,14  |
| 2019-2020 | Sacramento | 61     | 28     | 29,0   | 44,0  | 37,2   | 74,1 | 3,39    | 3,39    | 1,05   | 0,25   | 15,15  |
| 2020-2021 | Atlanta    | 44     | 27     | 29,7   | 47,3  | 43,8   | 90,9 | 3,64    | 3,34    | 1,11   | 0,29   | 16,36  |
| 2021-2022 | Atlanta    | 63     | 27     | 29,3   | 43,1  | 36,8   | 84,3 | 3,97    | 3,08    | 1,08   | 0,22   | 15,08  |
| 2022-2023 | Atlanta    | 54     | 9      | 27,9   | 44,7  | 40,6   | 83,1 | 3,06    | 2,78    | 0,80   | 0,33   | 14,00  |
| 2023-2024 | Atlanta    | 79     | 33     | 30,4   | 42,8  | 37,4   | 92,1 | 3,40    | 3,10    | 1,20   | 0,30   | 16,90  |
| Carrière  | Carrière   | 449    | 193    | 28,8   | 43,8  | 38,4   | 84,3 | 3,40    | 3,30    | 1,00   | 0,30   | 14,70  |

Mise à jour le 8 août 2024

#### Playoffs
| Saison   | Équipe   | Matchs | Titul. | Min./m | % Tir | % 3pts | % LF | Rbds/m. | Pass/m. | Int/m. | Ctr/m. | Pts/m. |
| -------- | -------- | ------ | ------ | ------ | ----- | ------ | ---- | ------- | ------- | ------ | ------ | ------ |
| 2021     | Atlanta  | 18     | 18     | 33,2   | 39,0  | 32,9   | 70,6 | 4,17    | 2,89    | 1,61   | 0,28   | 14,06  |
| 2022     | Atlanta  | 4      | 0      | 26,7   | 40,8  | 34,6   | 80,0 | 4,80    | 3,00    | 0,30   | 0,30   | 14,30  |
| 2023     | Atlanta  | 6      | 1      | 26,1   | 55,6  | 45,5   | 71,4 | 3,00    | 2,50    | 1,00   | 0,83   | 13,33  |
| Carrière | Carrière | 28     | 19     | 30,8   | 41,8  | 35,1   | 73,5 | 4,00    | 2,82    | 1,29   | 0,39   | 13,93  |

Mise à jour le 9 mars 2024

### Équipe nationale
| Compétition      | Résultat                           | Matchs | Min./m | % Tir | % 3pts | % LF | Rbds/m. | Pass/m. | Int/m. | Ctr/m. | Pts/m. |
| ---------------- | ---------------------------------- | ------ | ------ | ----- | ------ | ---- | ------- | ------- | ------ | ------ | ------ |
| Eurobasket 2013  | 7e                                 | 11     | 26,1   | 43,4  | 41,9   | 52,0 | 4,3     | 2,0     | 0,4    | 0,3    | 9,4    |
| CDM 2014         | Médaille d'argent, monde           | 9      | 27,0   | 47,0  | 35,6   | 77,8 | 2,4     | 2,6     | 0,8    | 0,4    | 12,0   |
| Eurobasket 2015  | 4e                                 | 9      | 21,2   | 39,7  | 27,1   | 81,2 | 3,2     | 3,2     | 0,7    | 0,3    | 8,9    |
| TQO 2016         | Qualifié                           | 4      | 26,2   | 57,8  | 55,6   | 80,0 | 5,2     | 6,0     | 0,5    | 0,0    | 17,8   |
| JO 2016          | Médaille d'argent, Jeux olympiques | 8      | 26,2   | 45,8  | 36,6   | 87,5 | 3,6     | 2,6     | 1,3    | 0,1    | 12,3   |
| Eurobasket 2017  | Médaille d'argent, Europe          | 9      | 32,0   | 47,4  | 29,2   | 82,5 | 3,6     | 5,0     | 1,2    | 0,1    | 20,4   |
| Qualif. CDM 2019 | Qualifié                           | 2      | 18,8   | 31,8  | 26,7   | 100  | 2,5     | 1,0     | 1,5    | 0,0    | 11,0   |
| CDM 2019         | 5e                                 | 8      | 28,0   | 55,6  | 53,0   | 80,0 | 4,1     | 4,4     | 1,3    | 0,3    | 22,9   |
| CDM 2023         | Médaille d'argent, monde           | 8      | 27,9   | 52,6  | 42,3   | 85,3 | 3,2     | 4,6     | 2,1    | 0,4    | 19,1   |
| Carrière         | Carrière                           | 68     | 26,6   | 48,1  | 38,9   | 78,4 | 3,6     | 3,5     | 1,0    | 0,3    | 13,93  |

## Records sur une rencontre en NBA
Les records personnels de Bogdan Bogdanović en NBA sont les suivants, :
| Type de statistique        | Saison régulière | Saison régulière          | Saison régulière | Playoffs | Playoffs                | Playoffs         |
| Type de statistique        | Record           | Adversaire                | Date             | Record   | Adversaire              | Date             |
| -------------------------- | ---------------- | ------------------------- | ---------------- | -------- | ----------------------- | ---------------- |
| Points                     | 40               | Nuggets de Denver         | 11 décembre 2023 | 29       | @ Heat de Miami         | 19 avril 2022    |
| Paniers marqués            | 14               | Nuggets de Denver         | 11 décembre 2023 | 12       | @ Heat de Miami         | 19 avril 2022    |
| Paniers tentés             | 28               | Timberwolves du Minnesota | 26 décembre 2019 | 24       | 76ers de Philadelphie   | 14 juin 2021     |
| Paniers à 3 points réussis | 10               | Nuggets de Denver         | 11 décembre 2023 | 7        | @ Bucks de Milwaukee    | 1er juillet 2021 |
| Paniers à 3 points tentés  | 17               | Nuggets de Denver         | 11 décembre 2023 | 16       | @ Bucks de Milwaukee    | 1er juillet 2021 |
| Lancers francs réussis     | 9                | Timberwolves du Minnesota | 3 février 2020   | 6        | @ Heat de Miami         | 17 avril 2022    |
| Lancers francs tentés      | 11               | Timberwolves du Minnesota | 3 février 2020   | 6        | @ Heat de Miami         | 17 avril 2022    |
| Rebonds offensifs          | 4                | @ Rockets de Houston      | 30 mars 2019     | 2        | @ 76ers de Philadelphie | 8 juin 2021      |
| Rebonds défensifs          | 10               | @ Heat de Miami           | 11 mars 2025     | 7        | 3 fois                  | 3 fois           |
| Rebonds totaux             | 10               | 2 fois                    | 2 fois           | 8        | 3 fois                  | 3 fois           |
| Passes décisives           | 11               | @ Nets de Brooklyn        | 21 janvier 2019  | 6        | 2 fois                  | 2 fois           |
| Interceptions              | 4                | 9 fois                    | 9 fois           | 4        | Bucks de Milwaukee      | 29 juin 2021     |
| Contres                    | 3                | Timberwolves du Minnesota | 26 décembre 2019 | 2        | @ Knicks de New York    | 26 mai 2021      |
| Balles perdues             | 6                | 2 fois                    | 2 fois           | 4        | 76ers de Philadelphie   | 11 juin 2021     |
| Minutes jouées             | 45               | @ Spurs de San Antonio    | 1er avril 2021   | 42       | 76ers de Philadelphie   | 14 juin 2021     |

- Double-double : 5
- Triple-double : 0

Dernière mise à jour : 11 mars 2025

## Salaires NBA
| Saison      | Équipe              | Salaire      |
| ----------- | ------------------- | ------------ |
| 2017-2018   | Kings de Sacramento | 9 470 614 $  |
| 2018-2019   | Kings de Sacramento | 9 000 000 $  |
| 2019-2020   | Kings de Sacramento | 7 996 299 $  |
| 2020-2021   | Hawks d'Atlanta     | 18 000 000 $ |
| 2021-2022   | Hawks d'Atlanta     | 18 000 000 $ |
| 2022-2023   | Hawks d'Atlanta     | 18 000 000 $ |
| 2023-2024   | Hawks d'Atlanta     | 18 700 000 $ |
| Total Gains | Total Gains         | 99 166 913 $ |
| 2024-2025   | Hawks d'Atlanta     | 17 260 000 $ |
| 2025-2026   | Hawks d'Atlanta     | 16 020 000 $ |
| 2026-2027   | Hawks d'Atlanta     | 16 020 000 $ |